# 央塔克协海尔乡
央塔克协海尔乡，是中华人民共和国新疆维吾尔自治区阿克苏地区沙雅县下辖的一个乡镇级行政单位。

## 行政区划
央塔克协海尔乡下辖以下地区：
沃吐孜鲁克村、阔台克萨热依村、库尔玛买力村、央塔克协海尔村、丘吾克鲁克村、牙勒古孜托格拉克村、铁热克博斯坦村、英也尔村、坡托格拉克村、铁热克协海尔村、尤如克协海尔村和阿克提坎村。